# Benzalchlorid
Benzalchlorid (systematickým názvem (dichlormethyl)benzen) je organická sloučenina se vzorcem C6H5CHCl2. Jedná se o bezbarvou kapalinu, která se používá jako reaktant v organické chemii.

## Výroba a použití
Benzalchlorid se vyrábí radikálovou chlorací toluenu, při které nejprve vzniká benzylchlorid (C6H5CH2Cl), poté benzalchlorid a nakonec benzotrichlorid (C6H5CCl3):
C6H5CH3 + Cl2 → C6H5CH2Cl + HCl
C6H5CH2Cl + Cl2 → C6H5CHCl2 + HCl
C6H5CHCl2 + Cl2 → C6H5CCl3 + HCl
Benzylhalogenidy jsou obvykle silná alkylační činidla, a tak je benzalchlorid považován za nebezpečnou látku.
Hlavní význam benzalchloridu spočívá v jeho použití jako prekurzoru benzaldehydu. Při této přeměně dochází k hydrolýze za přítomnosti zásady:
C6H5CHCl2 + H2O → C6H5CHO + 2 HCl